# 安井知哲
安井 知哲（やすい ちてつ、正保元年〈1644年〉 - 元禄13年5月11日〈1700年6月27日〉）は、江戸時代の囲碁棋士で、家元安井家の三世安井知哲。一世安井算哲の三男で、二世安井算哲（渋川春海）は兄。本因坊道策とはライバル関係だった。

## 生涯
山城国の生まれ。幼名は小三郎。少年時の明暦3年(1657年)などに二世安井算知、兄算哲らとともに鹿苑寺に招かれる他、万治4年(1661年)には仙洞御所で後水尾法皇に対局を上覧した（「隔蓂記」、知哲先で算哲勝）。またこの頃知哲と改名し、寛文4年(1663年)には江戸で新規召し出される。寛文7年に道策とともに御城碁初出仕。二世算知が延宝3年(1675年)に本因坊算悦との争碁を20番で打ち止めて碁所を返上、元禄10年(1697年)に隠居して、知哲が安井家当主となる。延宝6年の本因坊道策の碁所就任時に上手（七段）並との手合とされた。元禄13年に病没、京都寂光寺に葬られ、法名は理心院知哲居士。元禄5年(1692年)に跡目としていた安井仙角が安井家四世となった。また、長女は渋川春海の子昔尹に嫁いだが、昔尹が夭逝したため、正徳5年(1715年)次男の右門に渋川家の天文方を継がせて敬尹とした。

## 対局譜
道策とは御城碁初出仕時の対局を含め48局の棋譜を遺しており、道策の対戦相手としてはもっとも多い。当初は1歳年下の道策定先だったが、6番手直り5度の30局で知哲二子となり、二子番26局で知哲1番勝ち越し、最終的には先二の手合となった。寛文10年(1670年)の知哲先番中押勝の碁は、知哲の傑作譜とされる。
他に本因坊道悦、井上道砂因碩、井上道節因碩、星合八碩、本因坊策元、本因坊道知、林玄悦門入との棋譜が遺されている。御城碁では、道策に先で1勝1敗、道的と互戦で2敗など。
漫画「ヒカルの碁」において佐為-菅原顕忠戦の棋譜は、寛文9年10月14日の知哲(先)-道策戦が使われた。
御城碁成績
- 寛文7年（1667年） 先番5目負 本因坊道策
- 寛文9年（1669年） 白番4目負 林門入
- 寛文10年（1670年） 白番2目負 林門入
- 延宝4年（1676年） 白番2目勝 井上道砂因碩
- 延宝5年（1677年） 先番5目負 本因坊道策
- 天和元年（1681年） 先番19目負 本因坊道策
- 貞享4年（1687年） 白番13目負 本因坊道的
- 元禄元年（1688年） 白番12目負 本因坊道的
- 元禄2年（1689年） 先番17目負 本因坊道的
- 元禄3年（1690年） 白番6目負 井上道節因碩
- 元禄4年（1691年） 白番中押負 井上道節因碩
- 元禄5年（1692年） 白番13目負 本因坊策元
- 元禄6年（1693年） 先番1目勝 井上道節因碩
- 元禄7年（1694年） 白番5目負 井上道節因碩
- 元禄8年（1695年） 先番9目勝 井上道砂因碩
- 元禄9年（1696年） 向三子6目負 林玄悦門入
- 元禄10年（1697年） 先番中押負 井上道節因碩
- 元禄11年（1698年） 白番8目負 本因坊策元
- 元禄12年（1699年） 白番中押負 井上道節因碩